# Marija Brenčič Jelen
Marija Brenčič-Jelen (Podlipa, 28. siječnja 1919. – Arnače, 21. ožujka 2000.), slovenska književnica.

## Životopis
Marija Brenčič rođena je 28. siječnja 1919. u Podlipi kod Vrhnike od oca Franca i majke Marije (r. Cankar). Po završenoj osnovnoj školi u zavičaju, školske 1938./1939. godine bila je pitomica banovinske poljoprivredno-domaćinske škole (banovinska kmetijsko-gospodinjska šola) u Maloj Loki kod Trebnja, koju su vodile Školske sestre franjevke.
U školi je uređivala zbornik "Sunčani zrak" (Sončni žar).

### Obitelj
Nakon svršetka škole, 5. studenog 1939. vjenčala se s Antonom Jelenom. To je bilo prvo vjenčanje u malološkoj Plečnikovoj kapeli otkako su školu vodile časne sestre. Vjenčao ih je katedralni dekan i skladatelj Franc Kimovec.
Nakon vjenčanja Marija je otišla živjeti sa suprugom u njegov dom u mjestu Arnače kod Velenja. Izrodili su devetero djece: Hedvika (1940.), Anton (1942.), Janez (1944.), Marija (1946.), Florjan (1948.), Franc (1950.), Jož (1952.), Blaž (1955.) te Ivanka (1958.) (=časna sestra Vesna).

## Djelo
Pjesme je počela pisati već u pučkoj školi s devet godina te ih kasnije objavila u nedjeljnim prilozima časopisa Slovenca, Mladom Slovencu i Družini (Obitelj) te u drugim časopisima i kalendarima. Pjesme za prvu zbirku Spev tihe doline (Spjev tihe doline) je sama sabrala, izdala i prodavala. Krajem šezdesetih je pripravila još tri zbirke pjesama planirane još u mladosti, koje tvore ciklus Spev tihe doline.
| Spev tihe doline (motto)                                                                                                 | Spjev tihe doline (motto) |
| --- | --- |
| Vsa dolina je prekrasen vrt; okrog nje zeleni so gozdovi, nizkih gričev travnati vrhovi – a nad njo je nebes razprostrt… | Sva dolina je jedan predivni vrt; okružuju je zeleni lugovi i šume, livade su cvjetnih čaša pune – a nad njima je nebeski svod rasprostrt… |

Napisala je nekoliko dramskih igara za djecu. Radio Ljubljana emitirao je njezinu radijsku igru u stihovima Mamica, spet si naša (Majko, opet si naša) (1939.). Omladinska opereta Mamice naše z dejanji slavimo (Majke naše djelima slavimo), koju je uglazbio Matija Tomc, igrana je u operskom kazalištu u Ljubljani (1939.).
Prozu je počela pisati 1986. godine. Crtice i priče, u kojima priziva uspomene na mladost u svojoj zavičajnoj dolini, objavljivala je u Kmečkome glasu (Glas seljaka) i drugim časopisima. O sebi je rekla da nije i ne želi postati spisateljica, nego je samo pjesnikinja koja piše svoje uspomene.

## Djela
- Spev tihe doline (Spjev tihe doline, 1937.) (COBISS)
- Vzdih cvetne dobrave (Uzdah cvjetne dubrave, 1968.) (COBISS)
- Vrisk jasne planine (Vrisak jasne planine, 1969.) (COBISS)
- Mir sinje višave (Mir modre visine, 1970.) (COBISS)
- Naših njiv nihče več ne orje (Naše njive nitko više ne ore, zbirka crtica, 1991.) (COBISS)
- Sedem ključavnic  (Sedam brava, 1995.) (COBISS)

## Vanjske poveznice
- Marija Jelen-Brenčič, Šaleški biografski leksikon  Arhivirana inačica izvorne stranice od 27. siječnja 2013. (Wayback Machine)